# 프로그래밍 도구
프로그래밍 도구(programming tool) 또는 소프트웨어 도구(software tool)는 소프트웨어 개발자가 다른 프로그램과 응용 프로그램을 만들고 오류를 고치고 유지 보수하는 데에 사용하는 프로그램이나 응용 프로그램이다. 이 용어는 보통 어떠한 작업을 완성할 목적으로 함께 묶을 수 있는 상대적으로 단순한 프로그램을 가리킨다. 여러 개의 도구로 물리적 객체를 수정할 수 있다.

## 도구 목록
소프트웨어 도구는 다음의 형식을 가리킨다:
- 리비전 제어: CVS, 깃, PVCS, SCM, SCCS, SVN 등
- UML: 개발 문서화 도구 및 개발보조 도구
- 인터페이스 발생기: 스위그
- GDB(GNU 디버거): GNU 프로그램 오류 제어, UNIX 계열에서 사용한다.
- 빌드 도구: automake 등

디버깅 도구는 디버깅 코드의 작업을 처리하는 데에 쓰인다.
메모리 누수 찾기: C 프로그래밍 언어의 경우 예를 들어 메모리 누수는 쉽게 발견되지 않는다. - 메모리 디버거라는 이름의 소프트웨어 도구는 자주 메모리 누수를 찾을 때 쓰이며, 프로그래머가 문제를 효과적으로 수정할 수 있게 도와 준다.

## 통합 개발 환경
통합 개발 환경 (IDE)은 많은 도구의 기능을 하나의 패키지에 묶은 것이다. 특정한 프로젝트 안의 파일들 안의 내용을 검색하는 등 단순한 작업을 더 쉽게 할 수 있게 도와 준다.
통합 개발 환경은 자주 기업 수준의 응용 프로그램들에 자주 쓰인다.
통합 개발 환경의 예:
- 델파이
- C++빌더
- 마이크로소프트 비주얼 스튜디오
- Xcode
- WinDev
- 이클립스

## 같이 보기
- 컴퓨터 보조 소프트웨어 공학 도구
- 소프트웨어 개발 키트
- 소프트웨어 공학
- 소프트웨어 시스템
- 컴퓨터 과학
- 스크립트 언어